# 1885 en science
| Années de la science : 1882 - 1883 - 1884 - 1885 - 1886 - 1887 - 1888    |
| Décennies de la science : 1850 - 1860 - 1870 - 1880 - 1890 - 1900 - 1910 |

Cet article présente les faits marquants de l'année 1885 en science.

## Événements

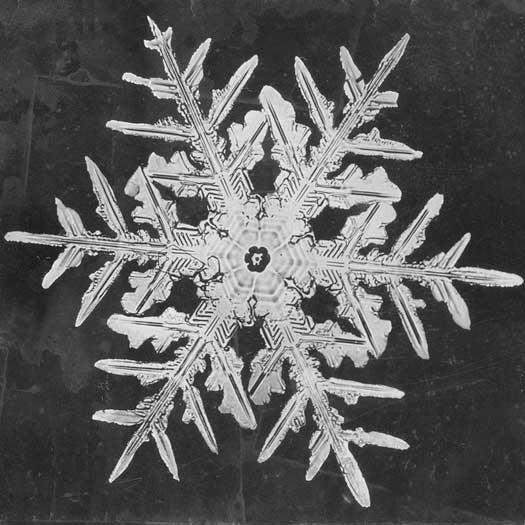
Photomicrographie d'un flocon de neige, Wilson Bentley, 1890.

- 15 janvier : le photographe américain Wilson Bentley réalise la première photomicrographie d'un flocon de neige[1].

- 6 juillet : Louis Pasteur, après avoir mis au point le vaccin contre la rage, pratique la première vaccination sur le jeune Joseph Meister[2].

- 20 août : l'astronome allemand Ernst Hartwig observe la supernova SN 1885A dans la galaxie d'Andromède depuis l'observatoire de Dorpat ; la supernova a été vue pour la première fois le 17 août par l'astronome français Ludovic Gully à Rouen puis par l'astronome amateur irlandais Isaac Ward à Belfast le 19 août[3],[4].

- 16 novembre : première détection photographique des nébulosités des Pléiades réalisée par les frères Henry à l'Observatoire de Paris[5].
- 27 novembre : première photographie d'une trace de météore prise par l'astronome austro-hongrois Ladislaus Weinek (en) à Prague lors de la pluie météoritique des Andromédides[6].

### Technologie
- 15 janvier : l'ingénieur allemand Paul Nipkow obtient un brevet en Allemagne relatif à un appareil de téléscopie électrique utilisant un système de balayage de l'image doté d'un disque rotatif percé de trous disposés en spirale (disque de Nipkow) et d'une cellule photoélectrique au sélénium. Le système permet de transmettre des images animées[7],[8].
- 19 avril : les néerlandais Marinus Gerardus van den Bos et Barend Janse déposent une demande de brevet en Allemagne pour un gyrocompas[9].

Affiche pour la linotype (1891).

- 12 mai : Ottmar Mergenthaler brevète la linotype[10].

- 29 août : l'ingénieur et inventeur allemand Gottlieb Daimler obtient un brevet pour une motocyclette, la Daimler Reitwagen, premier véhicule à utiliser un moteur à combustion interne[11].

- 23 septembre : le chimiste autrichien Carl Auer von Welsbach dépose en Allemagne un brevet pour un manchon à incandescence, complété par des améliorations les 29 avril 1886 et 20 janvier 1887[12].
- Septembre : la société britannique Starley & Sutton Co. présente la première véritable bicyclette à entraînement par chaîne, commercialisé sous le nom de « Rover safety bicycle », mise au point par John Kemp Starley[13].

## Publications
- Johann Jakob Balmer : Notiz über die Spectrallinien des Wasserstoffs (Note sur les raies spectrales de l'hydrogène), Annalen der Physik und Chemie.
- Hermann Ebbinghaus : Über das Gedächtnis. Untersuchungen zur experimentellen Psychologie (Sur la mémoire. Études en psychologie expérimentale), Leipzig.
- Eduard Suess : Das Antlitz der Erde (La face de la Terre), vol.1.

## Prix
- Médailles de la Royal Society

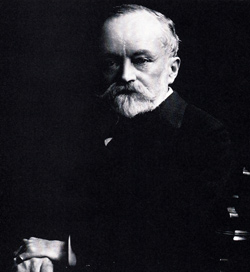
Harry Seeley

  - Médaille Copley : Friedrich Kekulé von Stradonitz
  - Médaille Davy : Jean Servais Stas
  - Médaille royale : Edwin Ray Lankester, David Edward Hughes

- Médailles de la Geological Society of London
  - Médaille Lyell : Harry Govier Seeley
  - Médaille Murchison : Ferdinand von Roemer
  - Médaille Wollaston : George Busk

- Prix Poncelet : Henri Poincaré

## Naissances

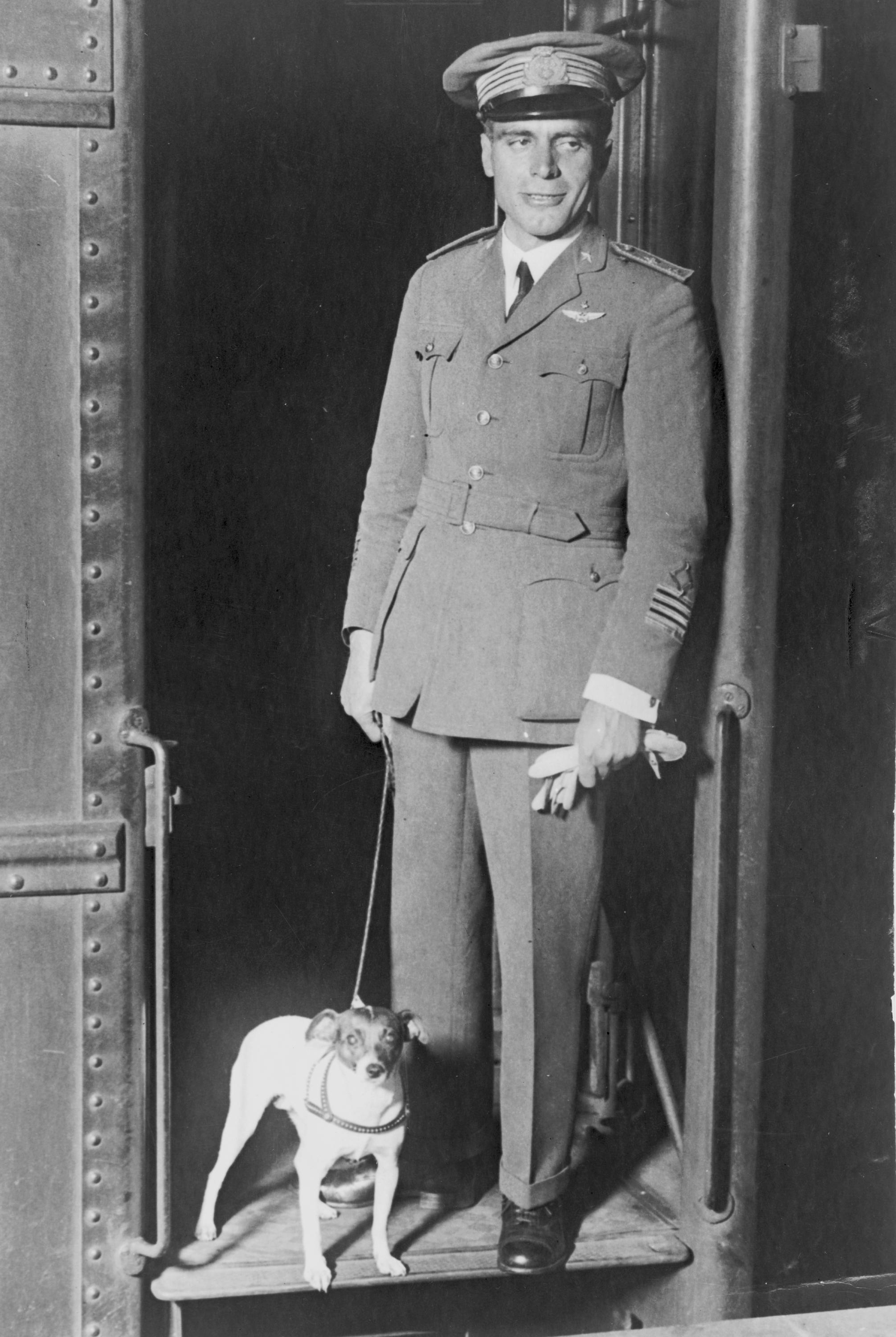
Umberto Nobile

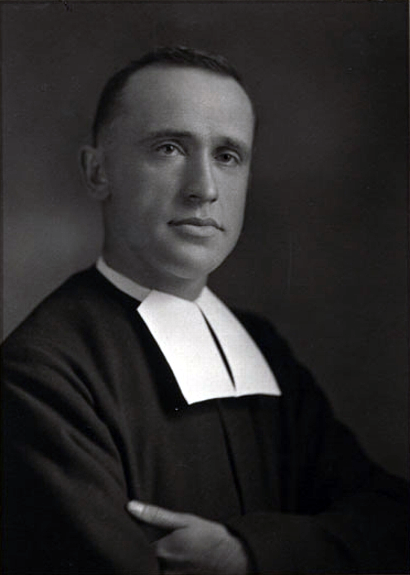
Marie-Victorin

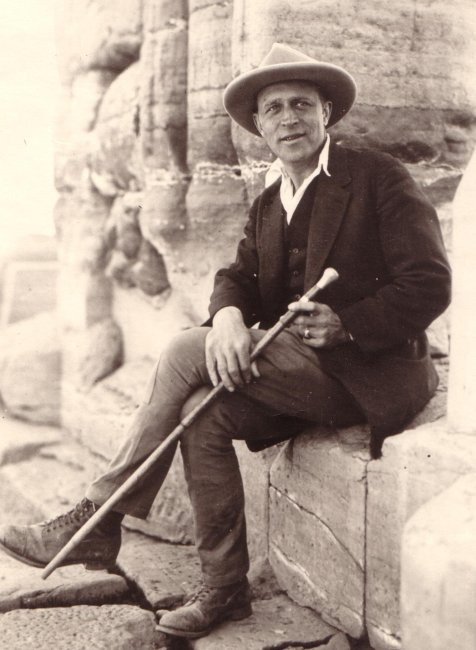
Fernand Bisson de La Roque

- 11 janvier : Isha Schwaller de Lubicz (morte en 1963), égyptologue et mathématicienne française.
- 16 janvier : Sergueï Roudenko (mort en 1969), anthropologue et archéologue russe.
- 21 janvier : Umberto Nobile (mort en 1978), ingénieur aéronautique et explorateur italien.

- 3 février : Camille Arambourg (mort en 1969), paléontologue français.

- 15 mars : Henri Pariselle (mort en 1972), chimiste français.
- 16 mars : Fernand Baldet (mort en 1964), astronome français.
- 3 avril : Marie-Victorin (mort en 1944), religieux, botaniste, intellectuel et écrivain canadien.
- 3 mai : Max Volmer (mort en 1965), physicien allemand.
- 6 mai : Henri Lavachery (mort en 1972), archéologue belge.
- 29 mai : Hugh Hamshaw Thomas (mort en 1962), paléobotaniste britannique.
- 18 juin : Margaret Hasluck (morte en 1948), géographe, linguiste et archéologue anglaise.
- 27 juin : Pierre Montet (mort en 1966), égyptologue français.
- 30 juin : Fernand Bisson de La Roque (mort en 1958), égyptologue et archéologue français.

- 2 juillet : Émile Henriot (mort en 1961), chimiste français.
- 6 juillet :
  - Fritz Arndt (mort en 1969), chimiste allemand.
  - Vladimir Artemiev (mort en 1962), ingénieur astronautique soviétique.
- 1er août : George de Hevesy (mort en 1966), chimiste hongrois, prix Nobel de chimie en 1943.
- 12 août :
  - Augustin Boutaric (mort en 1949), physicien et chimiste français.
  - Jean Cabannes (mort en 1959), physicien français.
- 20 août : Charles Dufraisse (mort en 1969), chimiste français.
- 31 août : Lucien Chopard (mort en 1971), entomologiste français.

- 1er septembre : Hermann Grapow (mort en 1967), égyptologue allemand.
- 18 septembre : Charles Mortram Sternberg (mort en 1981), paléontologue et collectionneur de fossiles américain.

- 7 octobre : Niels Bohr (mort en 1962), physicien danois prix Nobel de physique en 1922.
- 9 octobre : Tito Vezio Zapparoli (mort en 1943), agronome italien.
- 15 octobre : Frank Hurley (mort en 1962), photographe, cinéaste et explorateur polaire australien.
- 22 octobre : Charles Dugas (mort en 1957), archéologue français.
- 24 octobre : Alice Perry (morte en 1969), ingénieure, géomètre et poétesse irlandaise.

- 2 novembre : Harlow Shapley (mort en 1972), astrophysicien américain.
- 3 novembre : Tyōzaburō Tanaka (mort en 1976), botaniste japonais.
- 9 novembre : 
  - Theodor Kaluza (mort en 1954), physicien et mathématicien allemand.
  - Hermann Weyl (mort en 1955), physicien et mathématicien allemand.

- 2 décembre : George Minot (mort en  1950), médecin américain, prix Nobel de physiologie ou médecine en 1934.

## Décès

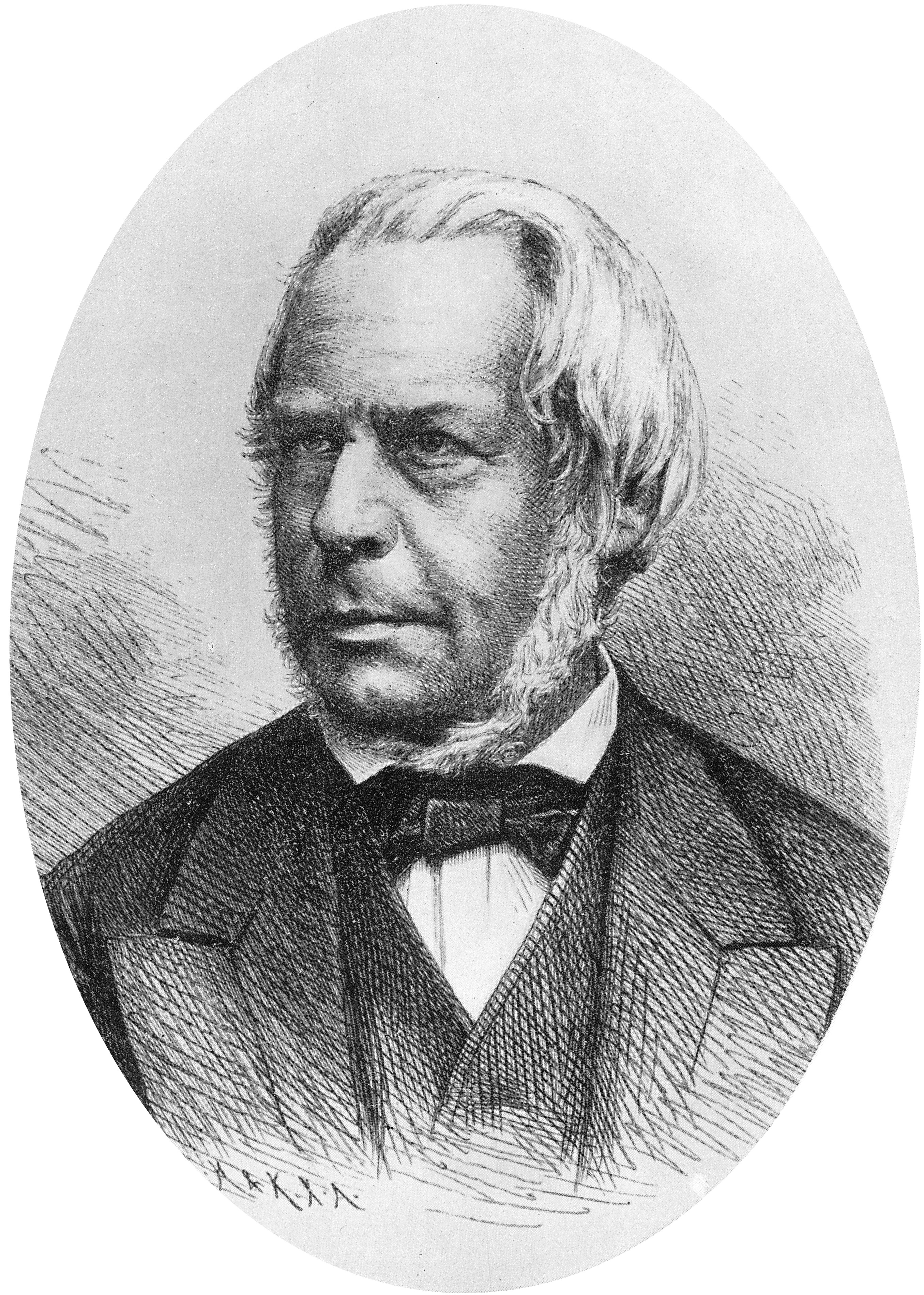
Friedrich Gustav Jakob Henle

- 14 janvier : Benjamin Silliman Jr. (né en 1816), chimiste américain.

- 5 février : Adam Prażmowski (né en 1821), astronome et astrophysicien polonais.
- 26 février : Jean-Edmond Briaune (né en 1798), agronome et économiste français.

- 2 mars : Joseph-Alfred Serret (né en 1819), mathématicien et astronome français.
- 17 mars : Alfred Legoyt (né en 1812 ou 1815), statisticien français.

- 7 avril : Karl Theodor Ernst von Siebold (né en 1804), anatomiste et zoologiste allemand.

- 3 mai :  Paul Desains (né en 1817), physicien français.
- 5 mai : Raffaele Garrucci (né en 1811), jésuite, historien de l'art et numismate italien.
- 13 mai : Friedrich Gustav Jakob Henle (né en 1809), pathologiste et anatomiste allemand.
- 24 mai : Thomas Clausen (né en 1801), astronome et mathématicien danois.

- 1er juillet : Hermann von Fehling (né en 1812), chimiste allemand.
- 27 juillet : Hendrik Weyenbergh Jr. (né en 1842), paléontologue néerlandais.
- 29 juillet : Henri Milne Edwards (né en 1800), zoologiste français.
- 10 septembre : William Guy (né en 1810), médecin et statisticien britannique.

- 14 octobre : Thomas Davidson (né en 1817), paléontologue britannique.

- 19 novembre : William Benjamin Carpenter (né en 1813), naturaliste britannique.

- 11 décembre : Hermann Heinrich Ploss (né en 1819), gynécologue et anthropologue allemand.
- 22 décembre : Edmond Tulasne (né en 1815), botaniste et mycologue français.